# Іслам Батран
Іслам Мухаммед Мусса Батран (арабською: إسلام البطران, народився 1 жовтня 1994 р.) - палестинський футболіст, півзахисник ліванського клубу «Сафа Бейрут».

## Клубна кар'єра

### "Шабаб Ятта"
Іслам Батран розпочав свій шлях у професійному футболі у 2013 році, підписавши контракт із палестинською командою Першої Ліги «Шабаб Ятта» зі свого рідного міста, Хеврона. За них він провів 45 матчів у чемпіонаті та забив 26 голів.

### "Ахлі Аль-Халіл"
У 2015 Іслам Мухаммед Мусса Батран перебрався до команди Палестинської Прем'єр Ліги Західного Берега «Ахлі Аль-Халіл», з того ж міста. За цю команду він відіграв один сезон, йому вдалося у 31 матчі відзначитись двадцятьма голами, а його команда фінішувала п'ятою.

### "Ваді Дегла"
Після чудового початку кар'єри у Чемпіонаті Західного Берега, Іслам Батран у серпні 2016 продовжив свою кар'єру, перебравшись до Єгипту, до клубу «Ваді Дегла» другого дивізіону Єгипту. На жаль, Ісламові не вдалося заграти у цій команді.

### Повернення до "Ахлі Аль-Халіл"
2017 року Іслам Батран повернувся до «Ахлі Аль-Халіл», де відіграв один сезон. Його команда фінішувала другою, відставання від чемпіона, «Хілал Аль-Кудс», становило лише три бали.

### "Аль-Джазіра"
2018 року Іслам Батран перебрався у Йорданію, у клуб "Аль-Джазіра", де він грав два роки.

### "Аль-Хусейн Ірбід"
У 2020, Іслам Батран перейшов до іншого Йорданського клубу, "Аль-Хусейн Ірбід".

### "Хілал Аль-Кудс"
2021 року Іслам Батран повернувся до Палестини, підписавши контракт із командою Прем'єр Ліги Західного Берега з міста Єрусалим, «Хілал Аль-Кудс».

### "Нонгбуа Пітчая"
У 2022 Іслам Батран перебрався до Таїланду, до команди Другого Тайського Дивізіону, «Нонгбуа Пітчая».

### "Аль-Ахлі"
У 2023 році, Іслам Батран перейшов до лівійської команди "Аль-Ахлі" з Триполі.

### "Сафа Бейрут"
2024 року, Іслам Батран знайшов новий клуб, перебрався до команди з Лівану, «Сафа Бейрут». У сезоні 2024/25 є ключовим гравцем команди. Станом на 1 червня 2025 року, "Орли" йдуть на першому місці у Ліванській Прем'єр лізі, а Іслам Батран зіграв 16 матчів, де забив 10 голів та асистував 6 разів.

## Кар'єра в збірній
30 жовтня 2015 року Іслам Батран був викликаний до збірної Палестини U-23 на чемпіонат ВАФФ U-23 2015 у Катарі. На турнірі він забив два голи, але це не допомогло Палестині вийти у плей-оф турніру.
У березні 2017 року Іслам був викликаний на турнір Ігор ісламської солідарності 2017 у Азербайджані, де він грав проти Алжиру, Оману і Туреччини. На турнірі він забив один гол у трьох матчах, був  одним із лідерів збірної.
2023 року Іслам Батран отримав виклик зіграти на Кубку Азії. Він виходив у 3 матчах з 4 можливих, збірна Палестини вийшла до 1/8 турніру, де драматично поступилася майбутньому чемпіону, Катару 2:1.